# Мориц (ландграф Гессен-Касселя)
Мориц Гессен-Кассельский (нем. Moritz von Hessen-Kassel; 25 мая 1572 — 15 марта 1632) — ландграф Гессен-Кассельский в 1592—1627 годах.

## Биография
Мориц родился в Касселе, был старшим сыном ландграфа Вильгельма IV Гессен-Кассельского и Сабины Вюртембергской.
Мориц был воспитан в лютеранской вере, но обратился в кальвинизм в 1605 году. Согласно принципу cujus regio, ejus religio подданные Морица также были обязаны перейти в кальвинизм. Это изменение было неоднозначным, так как Аугсбургский мир только уладил религиозные распри между католиками и лютеранами и не учел кальвинистов. Мориц попытался обратить в кальвинизм земли, унаследованные от угасшей Гессен-Марбургской ветви. Однако это противоречило правилам наследования и привело к конфликту с Людвигом V Гессен-Дармштадтским. Это также вовлекло Морица в конфликт с императором Матвеем.
Действия Морица нанесли финансовый ущерб Гессен-Касселю. В 1627 году под угрозой оккупации ландграфства войсками фельдмаршала Тилли ландграф Мориц отрекся от престола в пользу своего сына Вильгельма V. Мориц умер в Эшвеге. Он был серьёзным композитором и музыкантом. Он открыл талант Генриха Шютца и поддерживал его.

## Семья
В 1593 году Мориц женился на Агнессе Сольмс-Лаубахской (1578—1602). Из шести детей выжили:
- Отто (1594—1617), наследный принц Гессен-Касселя, женат на Екатерине Урсуле Баден-Дурлахской (1593—1615), затем на Агнессе Магдалене Ангальт-Дессауской (1590—1626)
- Елизавета (1596—1625)
- Вильгельм V (1602—1637), ландграф Гессен-Кассельский.

В 1603 году Мориц женился на Юлиане Нассау-Дилленбургской (1587—1643). У них родилось четырнадцать детей:
- Филипп (1604—1626), погиб в битве при Луттере
- Агнесса (1606—1650), замужем за князем Иоганном Казимиром Ангальт-Дессауским (1596—1660)
- Герман (1607—1658), ландграф Гессен-Ротенбурга, женат на Софии Юлиане Вальдекской (1607—1637), затем на Кунигунде Юлиане Ангальт-Дессауской (1608—1683)
- Юлиана (1608—1628)
- Сабина (1610—1620)
- Магдалена (1611—1671), замужем за графом Эрихом Адольфом Сальм-Рейффершейдским (1619—1673)
- Мориц (1614—1633)
- София (1615—1670), замужем за графом Филиппом Шаумбург-Липпским (1601—1681)
- Фридрих (1617—1655), ландграф Гессен-Эшвеге, погиб под Познанью, женат на графине Элеоноре Катарине Пфальц-Цвейбрюккенской (1626—1692)
- Кристиан (1622—1640), полковник шведской армии, умер после пирушки с генералом Юханом Банером и другими офицерами, предположительно отравлен[1]
- Эрнст (1623—1693), ландграф Гессен-Рейнфельс-Ротенбурга, женат на графине Марии Элеоноре Сольмс-Лихской (1632—1689), затем на Александрине фон Дюрницль (ум. 1754)
- Кристина (1625—1626)
- Филипп (1626—1629)
- Елизавета (1628—1633).